# 基督教九龍五旬節會
九龍五旬節會成立於1958年10月30日。先後由鄭理德牧師、徐傳宣牧師、胡明添牧師和楊國超牧師擔任主任，現任主任為鄧佩琪牧師，於1966年註冊為合法團體，向香港政府申請官地籌建堂校（即總堂、五旬節中學）——九龍何文田巴富街14號。1973年完成興建堂校，開辦五旬節中學。

## 信綱[1]
1. 信真神為萬物之主宰，信徒之天父，是聖父聖子聖靈三位一體永活之真神。
2. 信耶穌基督是道成肉身，由童女馬利亞感於聖靈而懷孕降生，其後被釘於十字架上替人流血贖罪死後三日復活，升天坐於真神之右，為新約之中保，為教會之元首，將來再臨建立國度審判活人死人。
3. 信聖靈為三位一體之第三位，在五旬節降臨於教會中，凡被聖靈充滿者有屬靈之表現及結出聖靈之果子，祂能感動罪人知罪悔改，使人重生，令聖徒得勝成聖，又作聖徒之保惠師。
4. 信新舊約聖經為上帝的言語，是神所默示的，為吾人信仰之根據，信徒之生活及教會治會之準則。
5. 信凡立心靠救主耶穌流血贖罪之功勞，真心認罪悔改者，罪得赦免，靈魂得拯救。
6. 信世人不論信主與否，將來必復活，惟信主重生得救者，得享天堂永福，不信者被罪受地獄永死，並且天堂地獄皆實際而永遠。
7. 管轄黑暗之君為撒但，魔鬼掌權者在悖逆之人心中運行之邪靈，乃惡之根源眾善之仇敵。

## 九龍五旬節會與五旬節宗
一般人視九龍五旬節會為靈恩派之一，但五旬節教會的出現是早於靈恩派的。在神學和教義上，九龍五旬節會強調領受聖靈的的能力稱為靈浸，（有些五旬宗教會以說方言為初步憑據；而靈恩派除方言，還有神蹟醫治）。九龍五旬節會特别注重聖經研讀，並鼓勵信徒讀經、研經，鼓勵信徒對聖經研讀的追求，他們把聖道與聖靈看為同等重要；而靈恩派卻不那麽重視聖經硏究。另外，其他宗派也樂於與九龍五旬節會交往。

## 成立聯會
九龍五旬節會自1958年以來，已發展六個堂會。隨著堂會數目的增加，在管理角度而言，不論是事工發展、堂務、財政及人事管理等方面，日益顯得不容易。約二十年前，值理會成立分堂事工統籌委員會，期後轉變成為分堂事工管理委員會，其目的都在於有效管理，及維持各堂之連繫。
2001年總堂值理會就在粉嶺堂自立以先，原則上通過成立「基督教九龍五旬節會聯會」，並清楚訂明於粉嶺堂會章內，即粉嶺堂確認自己為聯會會員堂。
由於聯會的會員堂需由具有獨立法律地位之堂會擔任，故成立初期，暫只有總堂及粉嶺堂兩間會員堂。其他分堂將仍歸屬總堂管理，直至堂會自立，加入聯會成為會員堂；若將來粉嶺堂成立自己的分堂，自然由粉嶺堂負責管理，亦是直至該分堂自立，加入聯會成為會員堂。為配合聯會的出現，現時正積極進行的，是進一步推動堂會自立。

## 聯會會員堂

### 總堂（巴富街堂）
- 堂址: 何文田巴富街14號
- 植堂: 1958年
- 九龍五旬節會聯會始創成員，2001年加入聯會

### 粉嶺堂
- 堂址: 粉嶺璧峰路四號
- 前身: 上水福音堂（1976年- 1986年）
- 植堂: 1986年
- 加入聯會/自立: 2001年

### 沙田堂
- 堂址: 沙田愉田苑
- 植堂: 1983年
- 加入聯會/自立: 2009年

### 佐敦堂
- 堂址: 佐敦吳淞街191號突破中心12樓
- 植堂: 1992年
- 加入聯會/自立: 2012年

### 暉明堂
- 堂址: 粉嶺暉明路16號
- 植堂: 1999年
- 加入聯會/自立: 2019年

## 分堂資料
現時沒有分堂

## 屬校資料
- 五旬節中學
- 五旬節林漢光中學
- 五旬節良發小學
- 五旬節靳茂生小學

## 已結束事工

### 深水埗堂
- 堂址: 長沙灣道72-74號A三樓
- 前身: 石籬閱讀中心（1980年- 1991年）
- 植堂: 1991年
- 2000年搬到奧運站改稱維港灣堂

### 維港灣堂
- 堂址: 奧運站維港灣
- 植堂: 2000年
- 維港灣堂與亞洲歸主協會合作營運
- 2008年3月31日結束，會眾安排參予總堂之聚會

### 麗安互助幼兒中心
- 地址: 深水埗麗安邨
- 運作: 2001年5月至2005年12月

## 參看
- 麗澤中學 - 麗澤中學與基督教九龍五旬節會佐敦堂有堂校合作的關係。

## 外部連結
- 九龍五旬節會 （页面存档备份，存于）
- 九龍五旬節會暉明堂 （页面存档备份，存于）
- 九龍五旬節會聯會粉嶺堂 （页面存档备份，存于）
- 九龍五旬節會聯會沙田堂 （页面存档备份，存于）
- 九龍五旬節會聯會佐敦堂 （页面存档备份，存于）
- 五旬節中學 （页面存档备份，存于）
- 五旬節林漢光中學 （页面存档备份，存于）
- 五旬節良發小學 （页面存档备份，存于）
- 五旬節靳茂生小學